# فلوريد المنغنيز الثنائي
فلوريد المنغنيز الثنائي (أو ثنائي فلوريد المنغنيز) هو مركب كيميائي له الصيغة MnF2، ويوجد على شكل بلورات ذات لون زهري فاتح. يوجد من المركب شكل مائي رباعي الهيدرات.

## التحضير
يحضّر المركب من تفاعل كربونات المنغنيز الثنائي مع حمض الهيدروفلوريك. وكان بيرسيليوس قد تمكن سنة 1824 من الحصول على المركب بهذه الطريقة:
{\displaystyle \mathrm {MnCO_{3}+2\ HF\longrightarrow MnF_{2}+CO_{2}+H_{2}O} }
كما يمكن أن تتم عملية التحضير بالتفاعل المباشر بين عنصري الفلور والمنغنيز.
{\displaystyle \mathrm {Mn+F_{2}\longrightarrow MnF_{2}} }

## الخواص
يوجد المركب في الشروط القياسي على شكل بلورات زهرية اللون، وهي ذات انحلالية ضعيفة في الماء؛ لكنها بالمقابل تنحل بسهولة في حمض الهيدروكلوريك وحمض النتريك.

## الاستخدامات
يستخدم فلوريد المنغنيز الثنائي في صناعة أنواع خاصة من الزجاج وفي بعض تطبيقات الليزر. كما يستخدم من الحفازات في بعض الصناعات الكيميائية، مثلما هو الحال في اصطناع البيريدين.